# Sabine Bendiek

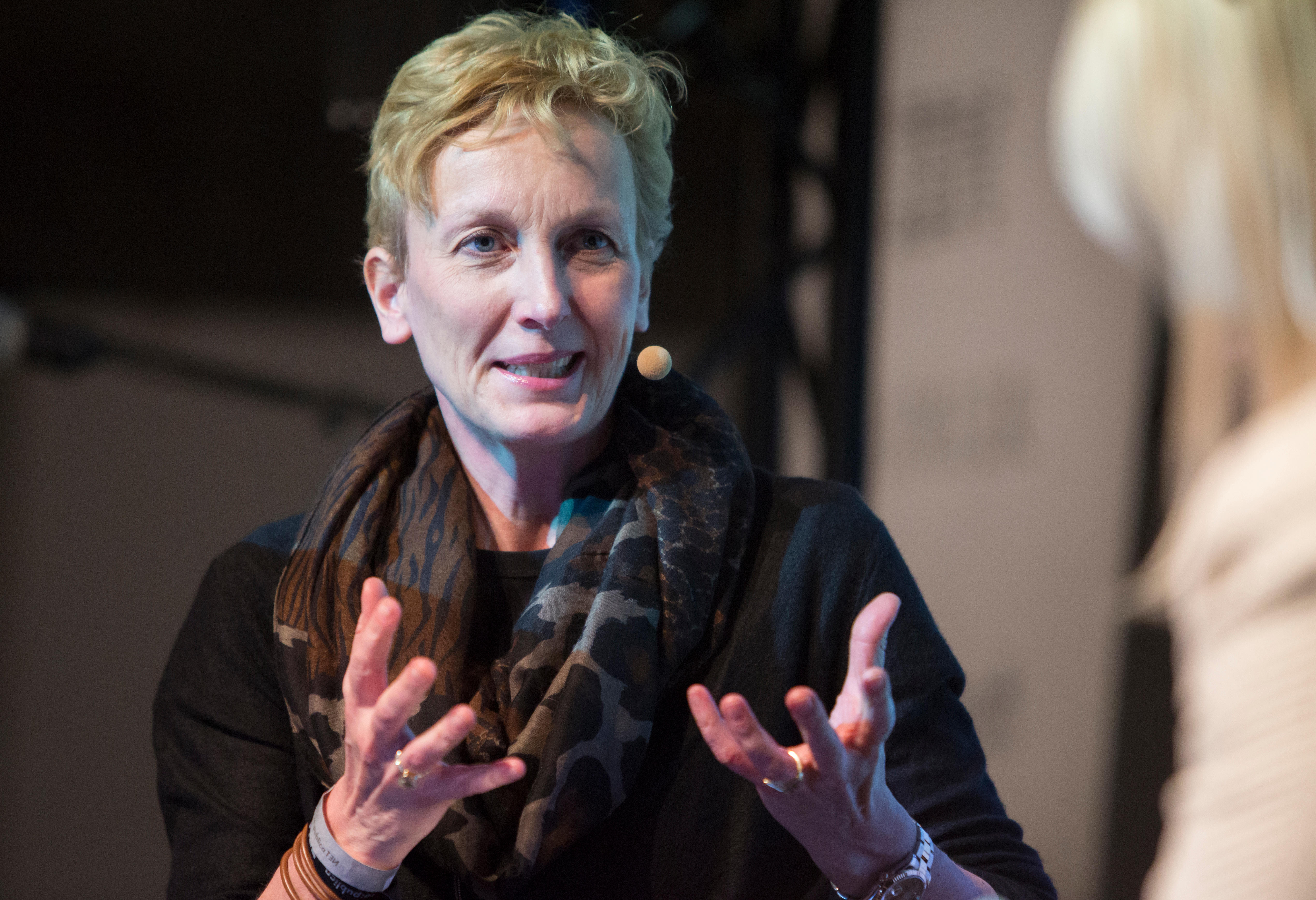
Sabine Bendiek (2016)

Sabine Bendiek (geboren am 19. Mai 1966 in Kiel) ist eine deutsche Managerin. Sie war von Januar 2021 bis Ende 2023 Chief Operating Officer (COO), Chief People Officer und Mitglied des Vorstands der SAP. Ende März 2023 wurde bekannt, dass sie ihren bis zum 31. Dezember 2023 laufenden Vertrag nicht verlängern will. Von Januar 2016 bis Dezember 2020 war Bendiek Vorsitzende der Geschäftsführung von Microsoft Deutschland.

## Beruflicher Werdegang
Sabine Bendiek wuchs mit zwei Schwestern auf und hat wie diese eine Mädchenschule besucht. Sie studierte Betriebswirtschaft an der Berufsakademie Mannheim und schloss als Diplom-Betriebswirtin ab. Zudem ist sie Absolventin des Studiengangs Managementwissenschaften am Massachusetts Institute of Technology (MIT) in Cambridge.
Frühe Stationen von Bendieks Karriere waren McKinsey, Booz Allen Hamilton und Siemens Nixdorf, wo sie Heinz Nixdorf noch erlebte, der 1986 starb. Anschließend verantwortete sie bei Dell das Small and Medium Business in Deutschland, der Schweiz und Österreich. Außerdem war Bendiek bis zum Jahresende 2015 Geschäftsführerin der seit September 2016 von Dell übernommenen EMC Deutschland GmbH. Im Januar 2016 hat sie bei Microsoft Deutschland als erste Frau die Geschäftsführung übernommen. Für die neue Aufgabe zog sie von Frankfurt nach München und pendelte von dort nach Hamburg, wo ihr Mann lebt. Anfang 2021 wechselte sie als Chief Operating Officer und Chief People Officer und Arbeitsdirektorin in den Vorstand der SAP. Nach dreijähriger Tätigkeit für SAP verließ sie die Firma  Ende 2023 auf eigenen Wunsch.

## Ehrenamtliche Tätigkeiten
Sie engagiert sich seit 2011 beim Branchenfachverband BITKOM, in der Atlantik-Brücke, ist Executive Vice President der American Chamber of Commerce und Aufsichtsrätin der Schaeffler AG. Außerdem ist sie Teil der Wissensfabrik – Unternehmen für Deutschland, die sich für Bildungsprojekte an Grund- und weiterführenden Schulen und die Unterstützung von Existenzgründern und Jungunternehmern einsetzt.